# 西川インターチェンジ
西川インターチェンジ（にしかわインターチェンジ）は、山形県西村山郡西川町にある、山形自動車道のインターチェンジである。

## 歴史
- 1998年（平成10年）10月28日：寒河江IC - 西川IC間開通に伴い、供用開始[1]。
- 1999年（平成11年）10月29日：西川IC - 月山IC間開通[1]。

## 周辺
- 西川町役場
- にしかわ保育園
- 西川町立西川小学校
- 西川町立西川中学校
- 西川町立病院
- 道の駅にしかわ
- 国土交通省寒河江川砂防出張所

## 接続する道路
- 直接接続
  - 国道112号

## 料金所
月山IC方面へと通行する場合、西川本線料金所にて料金を徴収することになる。

## 西川バスストップ
本インターチェンジ内に設置されているバス停留所として、西川バスストップ（にしかわバスストップ）がある。

### 停車路線
- gassan・SSライナー・夕陽 本庄・酒田・鶴岡-仙台線
- gassan・112高速バス 酒田・鶴岡-山形線

## 隣
E48 山形自動車道
(7)寒河江IC - (7-1)寒河江SA/スマートIC/BS - (8)西川IC - 西川TB - 月山湖PA - (9)月山IC